# Pallavolo ai XXVIII Giochi del Sud-est asiatico - Torneo femminile
Il torneo femminile di pallavolo ai XXVIII Giochi del Sud-est asiatico si è svolta dal 10 al 15 giugno 2015 a Singapore, in Singapore, durante i XXVIII Giochi del Sud-est asiatico: al torneo hanno partecipato sette squadre nazionali del Sud-est asiatico e la vittoria finale è andata per la dodicesima volta, la decima consecutiva, alla Thailandia.

## Impianti
|                                                                   |  |  |
|                                                                   |  |  |
| OCBC Arena Hall 2 Città: Singapore Capienza: - Anno d'apertura: - |  |  |

## Regolamento

### Formula
Le squadre hanno disputato una prima fase a gironi con formula del girone all'italiana; al termine della prima fase:
- Le prime due classificate di ogni girone hanno acceduto alla fase finale strutturata in semifinali e finale.

### Criteri di classifica
Se il risultato finale è stato di 3-0 o 3-1 sono stati assegnati 3 punti alla squadra vincente e 0 a quella sconfitta, se il risultato finale è stato di 3-2 sono stati assegnati 2 punti alla squadra vincente e 1 a quella sconfitta.
L'ordine del posizionamento in classifica è stato definito in base a:
- Punti;
- Ratio dei set vinti/persi;
- Ratio dei punti realizzati/subiti.

## Squadre partecipanti
| Squadra    | Qualificazione      | Ultima partecipazione |
| ---------- | ------------------- | --------------------- |
| Birmania   | -                   | Naypyidaw 2013        |
| Filippine  | -                   | ?                     |
| Indonesia  | -                   | Naypyidaw 2013        |
| Malaysia   | -                   | Naypyidaw 2013        |
| Singapore  | Paese organizzatore | ?                     |
| Thailandia | -                   | Naypyidaw 2013        |
| Vietnam    | -                   | Naypyidaw 2013        |

## Torneo

### Fase a gironi
| Girone A   | Girone B  |
| ---------- | --------- |
| Birmania   | Filippine |
| Singapore  | Indonesia |
| Thailandia | Malaysia  |
| -          | Vietnam   |

#### Girone A

##### Risultati
| 11 giugno 2015 OCBC Arena Hall 2, Singapore Durata: 1h:42 - Spettatori: 350 | Thailandia | 3 - 0 | Birmania   | 25-8, 25-11, 25-6                 |
| 12 giugno 2015 OCBC Arena Hall 2, Singapore Durata: 1h:00 - Spettatori: 600 | Singapore  | 0 - 3 | Thailandia | 6-25, 15-25, 14-25                |
| 13 giugno 2015 OCBC Arena Hall 2, Singapore Durata: 2h:03 - Spettatori: 450 | Birmania   | 2 - 3 | Singapore  | 25-21, 25-16, 17-25, 18-25, 10-15 |

##### Classifica
| Pos. | Squadra    | Pt | G | V | P | SV | SP | Ratio | PF  | PS  | Ratio |
| ---- | ---------- | -- | - | - | - | -- | -- | ----- | --- | --- | ----- |
| 1.   | Thailandia | 6  | 2 | 2 | 0 | 6  | 0  | MAX   | 150 | 60  | 2,500 |
| 2.   | Singapore  | 3  | 2 | 1 | 1 | 3  | 5  | 0,600 | 137 | 170 | 0,806 |
| 3.   | Birmania   | 1  | 2 | 0 | 2 | 2  | 6  | 0,333 | 120 | 177 | 0,678 |

      Qualificata alla fase finale per il primo posto.

#### Girone B

##### Risultati
| 10 giugno 2015 OCBC Arena Hall 2, Singapore Durata: 1h:12 - Spettatori: 300 | Vietnam   | 3 - 0 | Malaysia  | 25-10, 25-15, 25-15               |
| 10 giugno 2015 OCBC Arena Hall 2, Singapore Durata: 1h:21 - Spettatori: 500 | Indonesia | 3 - 0 | Filippine | 25-22, 25-20, 25-14               |
| 11 giugno 2015 OCBC Arena Hall 2, Singapore Durata: 1h:18 - Spettatori: 400 | Malaysia  | 0 - 3 | Filippine | 15-25, 18-25, 16-25               |
| 11 giugno 2015 OCBC Arena Hall 2, Singapore Durata: 2h:06 - Spettatori: 450 | Vietnam   | 3 - 2 | Indonesia | 25-20, 25-20, 21-25, 16-25, 15-10 |
| 12 giugno 2015 OCBC Arena Hall 2, Singapore Durata: 1h:15 - Spettatori: 300 | Indonesia | 3 - 0 | Malaysia  | 25-13, 25-23, 25-10               |
| 13 giugno 2015 OCBC Arena Hall 2, Singapore Durata: 1h:21 - Spettatori: 650 | Filippine | 0 - 3 | Vietnam   | 16-25, 21-25, 23-25               |

##### Classifica
| Pos. | Squadra   | Pt | G | V | P | SV | SP | Ratio | PF  | PS  | Ratio |
| ---- | --------- | -- | - | - | - | -- | -- | ----- | --- | --- | ----- |
| 1.   | Vietnam   | 8  | 3 | 3 | 0 | 9  | 2  | 4,500 | 252 | 200 | 1,260 |
| 2.   | Indonesia | 7  | 3 | 2 | 1 | 8  | 3  | 2,667 | 250 | 204 | 1,226 |
| 3.   | Filippine | 3  | 3 | 1 | 2 | 3  | 6  | 0,500 | 191 | 199 | 0,960 |
| 4.   | Malaysia  | 0  | 3 | 0 | 3 | 0  | 9  | 0,000 | 135 | 225 | 0,600 |

      Qualificata alla fase finale per il primo posto.

### Finale 1º posto
|  | Semifinali | Semifinali | Semifinali |  |    | Finale     | Finale  | Finale |
|  |            |            |            |  |    |            |         |        |
|  | 1A         | Thailandia | 3          |  |    |            |         |        |
|  | 1A         | Thailandia | 3          |  |    |            |         |        |
|  | 2B         | Indonesia  | 1          |  |    |            |         |        |
|  | 2B         | Indonesia  | 1          |  | 1A | Thailandia | 3       |        |
|  |            |            |            |  | 1A | Thailandia | 3       |        |
|  |            |            |            |  |    | 1B         | Vietnam | 0      |
|  | 1B         | Vietnam    | 3          |  |    | 1B         | Vietnam | 0      |
|  | 1B         | Vietnam    | 3          |  |    |            |         |        |
|  | 2A         | Singapore  | 0          |  |    |            |         |        |
|  | 2A         | Singapore  | 0          |  |    |            |         |        |

#### Semifinali
| 14 giugno 2015 OCBC Arena Hall 2, Singapore Durata: 1h:40 - Spettatori: 700 | Thailandia | 3 - 1 | Indonesia | 21-25, 25-13, 25-23, 25-13 |
| 14 giugno 2015 OCBC Arena Hall 2, Singapore Durata: 1h:06 - Spettatori: 700 | Vietnam    | 3 - 0 | Singapore | 25-17, 25-12, 25-14        |

#### Finale
| 15 giugno 2015 OCBC Arena Hall 2, Singapore Durata: 1h:08 - Spettatori: 750 | Thailandia | 3 - 0 | Vietnam | 25-18, 25-18, 25-15 |

## Podio

### Campione
Formazione: 1 Buakaew, 2 Pannoy, 5 Thinkaow, 6 Sittirak, 7 Bamrungsuk, 8 Kokram, 9 Moksri, 10 Apinyapong, 11 Guedpard, 13 Tomkom, 18 Kongyot, CT: Radchatagriengkai

### Secondo posto
Formazione: 3 Thị Thanh Thuy, 5 Thị Hong, 6 Thị Tra Giang, 7 Ngoc Diem, 8 Thị Minh, 9 Thị Ngọc Hoa, 10 Linh Chi, 11 Thị Hong Dao, 15 Thị Lien, 16 Thị Ngà, 17 Thanh Thuy, CT: Tung Thai

### Terzo posto
Formazione: 1 Salsabila, 2 Lutfi, 3 Yami, 7 Nabila, 8 Rekta, 9 Manganang, 11 Sugandi, 14 Pangestuti, 15 Yuliana, 16 Wulandari, 17 Sari, 18 Andriyanti, CT: Ansori
 
Formazione: 1 Kang, 2 Tan, 3 Chan, 5 Yeo, 6 Quek, 7 Tay, 9 C. Lim, 11 S. Lim, 12 H. Lim, 13 Seet, 16 Ong, 17 Phoa, CT: Narita

## Classifica finale
| Pos       | Squadra    |
| --------- | ---------- |
|           | Thailandia |
|           | Vietnam    |
|           | Indonesia  |
| Singapore |            |
| 5         | Filippine  |
| 6         | Birmania   |
| 7         | Malaysia   |